# Rada Federalna (Austria)
Rada Federalna (niem. Bundesrat) – izba wyższa austriackiego parlamentu, licząca 60 członków.
Rada Federalna stanowi reprezentację krajów związkowych, które są w niej reprezentowane proporcjonalnie do liczby obywateli. Kraj najludniejszy ma w Radzie Federalnej 12 członków, a każdy inny tylu, ile wynika ze stosunku liczby jego obywateli do liczby obywateli kraju o największej liczbie mieszkańców. Żaden kraj nie może mieć jednak mniej niż 3 przedstawicieli w Radzie. Każdy członek ma swojego zastępcę. Liczba członków Rady Federalnej wysyłanych przez każdy kraj jest ustalana przez Prezydenta Federalnego po każdym spisie powszechnym (art. 34 Konstytucji Austrii). Aktualnie Rada liczy 60 członków. Jej członkowie wybierani są przez parlamenty krajowe na okres trwania ich kadencji według zasady proporcjonalności, z zastrzeżeniem, że przynajmniej jeden mandat powinien przypaść partii, która posiada drugą co do liczby głosów reprezentację w parlamencie krajowym. Kadencja członków kończy się wraz z wyborem przez nowo wybrany parlament krajowy ich następców (art. 35).
Przewodnictwo Radzie Federalnej sprawują rotacyjnie przedstawiciele krajów związkowych w kolejności alfabetycznej. Kadencja przewodniczącego trwa pół roku i jest nim ten przedstawiciel danego kraju, który został do Rady Federalnej wybrany na pierwszym miejscu (art. 36). Rada podejmuje uchwały zwykłą większością głosów, o ile Konstytucja lub regulamin Rady nie stanowią inaczej. Posiedzenia Rady są jawne, jednak jawność ta może zostać w drodze uchwały wyłączona (art. 37).